# Valdelarco
Valdelarco község Spanyolországban, Huelva tartományban. Valdelarco La Nava, Cumbres Mayores, Cortelazor, Los Marines, Fuenteheridos és Galaroza községekkel határos. Lakosainak száma 237 fő (2024).

## Népesség
A település népessége az utóbbi években az alábbiak szerint változott:
| Lakosok száma | 268  | 250  | 237  | 255  | 254  | 227  | 233  | 239  | 236  | 237  |
|               | 2001 | 2004 | 2006 | 2009 | 2011 | 2014 | 2016 | 2019 | 2021 | 2024 |